# Pep Chavarría
Josep María Chavarría Pérez (Figueras, Gerona, Cataluña, 10 de abril de 1998), conocido deportivamente como Pep Chavarría, es un futbolista español que juega como defensa en el Rayo Vallecano de la Primera División de España.

## Trayectoria
Se formó en las categorías inferiores de la Unió Esportiva Figueres. A los 18 años, debutó con el primer equipo en el grupo catalán de Tercera División. Allí se produjo su reconversión ya que el técnico Damià Abella lo retrasó al lateral. Dejaría así posiciones avanzadas de la banda en el centro del campo y evolucionaría hacia lateral izquierdo de vocación ofensiva. 
En verano de 2018 llegó a la Unió Esportiva Olot con la carta de libertad procedente del Unió Esportiva Figueres. En su primera campaña disputó un total de 26 encuentros y durante la temporada 2019-20 acumularía 25 partidos de Liga y uno de Copa hasta el parón de la liga por el coronavirus, marcando un gol en cada una de las dos competiciones y regalando dos asistencias. En total, Chavarría acumularía la cifra 50 partidos en Segunda B y se convirtió en uno de los jugadores más prometedores de la categoría de bronce del fútbol español.
El 25 de febrero de 2020 firmó con el Real Zaragoza para incorporarse al club aragonés a partir del 30 de junio, ya que el futbolista finalizaba su contrato con la Unió Esportiva Olot. En dos años jugó 76 partidos en los que marcó un gol, marchándose traspasado el 31 de agosto de 2022 al Rayo Vallecano.

## Clubes
| Club           | País   | Año           |
| -------------- | ------ | ------------- |
| U. E. Figueres | España | 2016-2018     |
| U. E. Olot     | España | 2018-2020     |
| Real Zaragoza  | España | 2020-2022     |
| Rayo Vallecano | España | 2022-presente |